# 이라크 아랍어

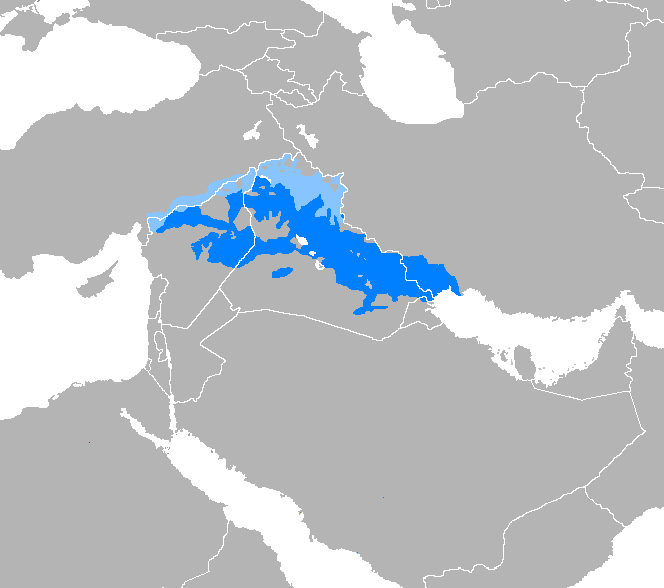

이라크 아랍어 또는 메소포타미아 아랍어는 구어체 아랍어의 하나로, 이라크와 시리아에 걸친 메소포타미아 유역에서 사용된다. 인접한 튀르키예, 이란, 쿠웨이트의 일부 지역에서도 쓰인다.
이라크 국내에서도 지역에 따라서 방언적 차이를 볼 수 있으며, 크게 바그다드를 비롯한 남부의 남메소포타미아 아랍어와 모술을 비롯한 이라크 북부와 시리아 북동부의 북메소포타미아 아랍어로 나뉜다. 예를 들면, 표준적인 아랍어 이라크 방언인 바그다드의 방언에서는 "개"를 chalab라고 말하는 것에 비해 모술의 방언에서는 kalab라고 말한다. 또, "수박"을 표준적인 이라크 아랍어에서는 ragi라고 말하는 것에 대해 모술의 방언에서는 오래된 어휘인 shimzie라고 말한다. 이라크에서는 바그다드의 방언이 구어체에서 더 널리 사용되며, 일부 맥락에서는 이라크 아랍어라 하면 북부 방언을 제외한 남메소포타미아 아랍어만을 가리킨다.

## 같이 보기
- 아랍어의 언어변이형
- 현대 표준 아랍어